# Antoni Noguera
Antoni Noguera Ortega (Palma de Mallorca, 27 de diciembre de 1979) es un político español del partido MÉS per Mallorca, concejal en el Ayuntamiento de Palma desde junio de 2011 y alcalde de la ciudad de 2017 a 2019.

## Biografía
Nativo del barrio palmesano de Pedro Garau, desde su juventud ha estado muy vinculado al mundo asociativo y concretamente al Movimiento Scout de Mallorca. De hecho, a principios de 2018 se le concedió el Premio Maria Ferret por su trayectoria. En el mundo laboral siempre ha estado vinculado a la educación no formal y social. Trabajó como educador en los servicios sociales del Ayuntamiento de Palma a barrios vulnerables y también como técnico de proyectos en el CJIB.
De joven entró a militar en política de la mano del Partit Socialista de Mallorca, siendo elegido en 2006 Secretario General de los JEN-PSM , la rama joven del partido. En mayo de 2011 fue el número 3 de la lista PSM-IniciativaVerds-Entesa-PACMA al Ayuntamiento de Palma y resultó elegido concejal. En noviembre de 2014 fue elegido, mediante un proceso de primarias, candidato de MÉS a la alcaldía de Palma. En las elecciones municipales de 2015 fue reelegido concejal (la candidatura de Més-APIB había obtenido 23 947 votos traducidos en cinco concejales). Mediante un acuerdo con el PSOE y Somos Palma, Noguera fue investido alcalde de Palma el 30 de junio de 2017 después de que lo fuera José Hila (PSOE) los primeros dos años de legislatura.